# Miente
Miente è un singolo del cantante spagnolo Enrique Iglesias, estratto come quinto singolo dall'album Vivir del 1997.

## Classifiche
| Classifica (1997)                             | Posizione più alta |
| --------------------------------------------- | ------------------ |
| U.S. Billboard Hot Latin Tracks               | 1                  |
| U.S. Billboard Latin Pop Airplay              | 1                  |
| U.S. Billboard Latin Regional Mexican Airplay | 3                  |
| U.S. Billboard Latin Tropical/Salsa Airplay   | 8                  |